# Equipo de respiración autónoma
No confundir con Equipo de buceo

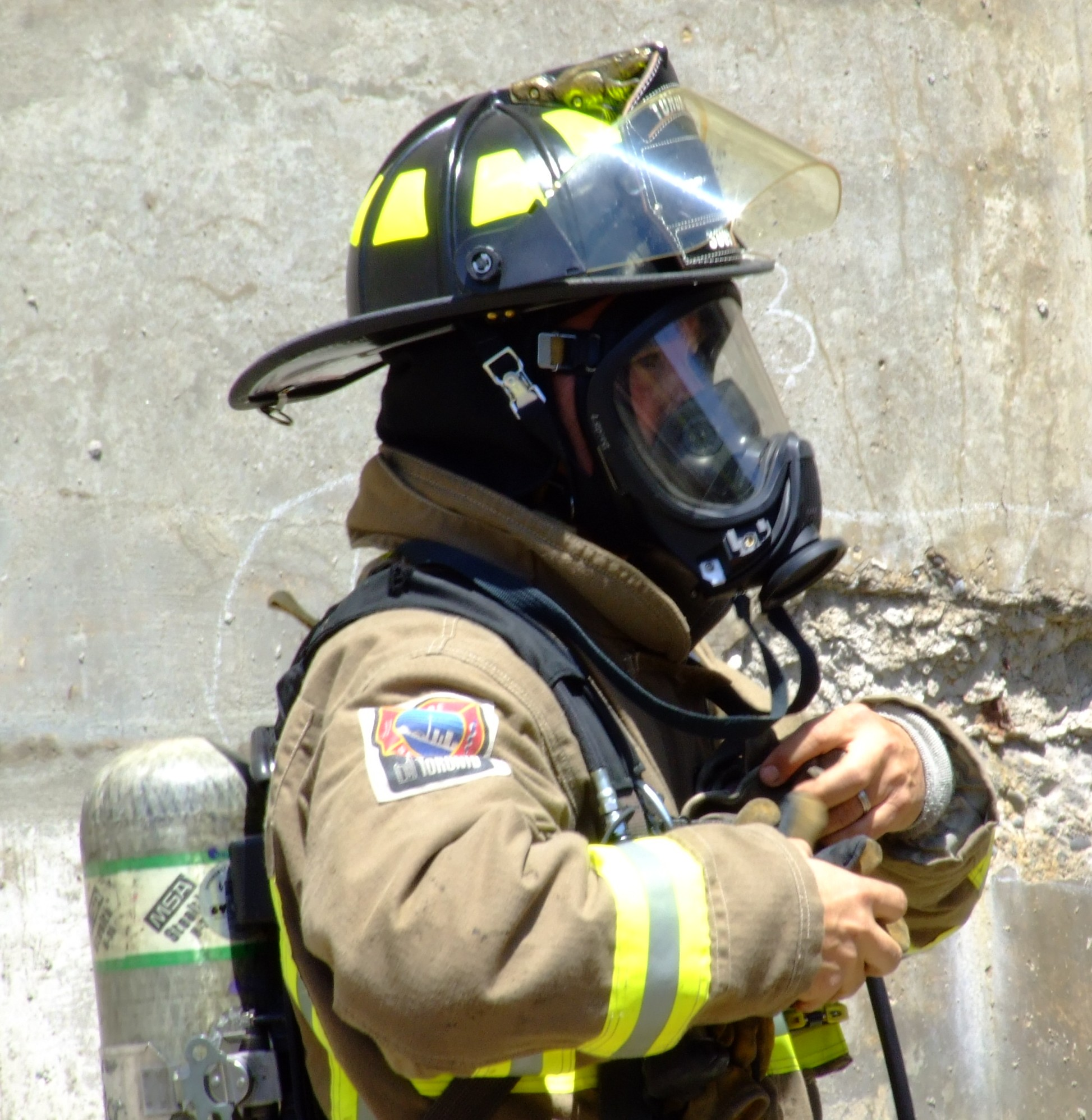
Bombero de la ciudad de Toronto, equipado con un ERA.

Un equipo de respiración autónoma (también, equipo de respiración auto-contenido) (ERA) es un aparato diseñado para equipos de rescate, bomberos y otros trabajadores que trabajen en atmósferas con poco oxígeno. Estos equipos no están diseñados para su uso bajo el agua, al contrario que las escafandras autónomas o los equipos de buceo.[cita requerida]
En países de habla inglesa, se denominan SCBA, acrónimo de self-contained breathing apparatus; CABA, de compressed air breathing apparatus, o simplemente BA, de breathing apparatus.[cita requerida]

## Descripción general
Un equipo de respiración auto-contenido suele tener como componentes principales:
- Una botella o recipiente de aire comprimido que puede estar entre las 200 y 300 atmósferas de presión.
- Un sistema de regulación de la presión.
- Una máscara que aísla al usuario de la atmósfera exterior y facilita la inhalación del aire que proviene de la botella y la exhalación del aire ya respirado.
- Una espaldera a la que va acoplado el resto de los elementos para facilitar su transporte.

De forma general, los ERA pueden clasificarse en dos grupos:
- Equipos de circuito cerrado.
- Equipos de circuito abierto.

## Equipos de circuito cerrado

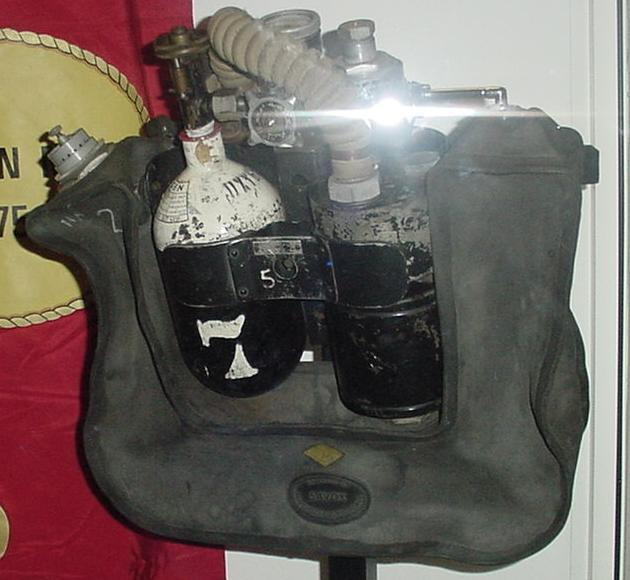
Siebe Gorman Equipo Savox, en un museo de la minería.

Estos equipos permiten respirar el mismo aire de forma continua mediante unos filtros químicos y botellas de oxígeno que extraen el CO2 y la humedad generada en la respiración, y añaden oxígeno para que vuelva a ser respirable. Estos equipos se emplean cuando el uso previsto es prolongado, como en rescate en minas, túneles de gran longitud o en lugares con pasos estrechos, ya que suelen ser menos voluminosos que los equipos de circuito abierto. Antes de la aparición de los equipos de circuito abierto, solo se empleaba este tipo de aparatos, entre los que se encontraban el Siebe Gorman Proto, el Siebe Gorman Savox o el Siebe Gorman Salvus. Un ejemplo de los aparatos que se emplean en la actualidad es el SEFA.

## Equipos de circuito abierto

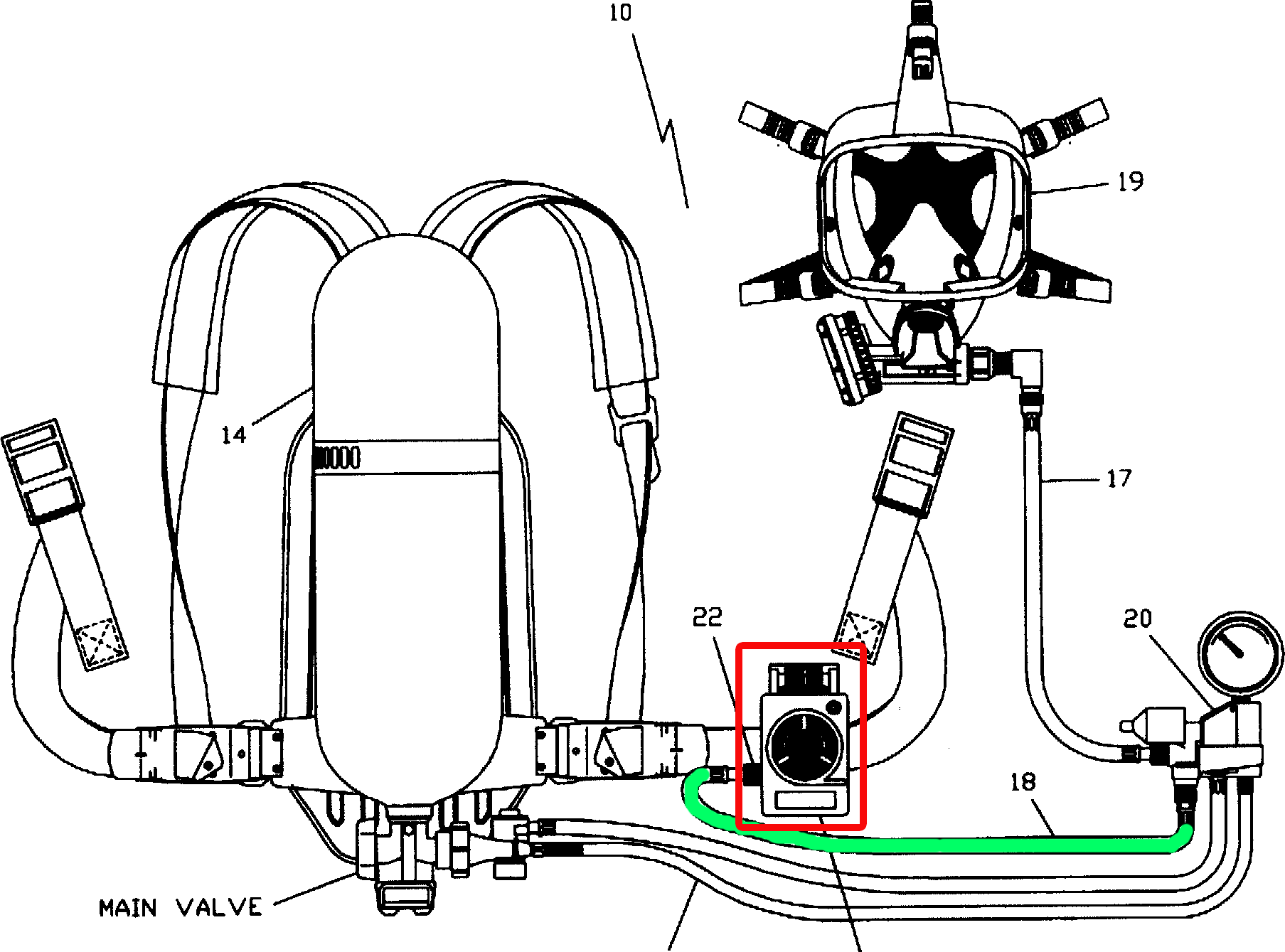
Esquema de un ERA, con una unidad de control.

La principal característica de estos equipos es que el aire que se inhala proviene de un depósito y, al ser exhalado, se libera a la atmósfera exterior. Los depósitos, normalmente bombonas de aire comprimido, se recargan con aire filtrado mediante compresores, siendo un error común denominarlas bombonas de oxígeno. El aire comprimido con el que se cargan estas botellas, debe estar filtrado para evitar el riesgo de contaminación o envenenamiento de la persona que lo respira. Normalmente estos equipos suelen contar con dos reguladores que reducen la presión en dos etapas, de la alta presión a la que sale el aire de la botella a media presión en una conducción hasta la máscara, y un segundo regulador, o pulmoautomático, que reduce la presión a baja presión para que pueda ser respirado.
El pulmoautomático es el segundo regulador y puede permitir que el aire de la máscara se suministre según dos modalidades:
- A demanda, lo cual implica que el usuario debe aspirar, creando una presión negativa, para que suministre el aire.[4]
- De presión positiva, que suministra un flujo continuo de aire con una presión ligeramente superior a la de la atmósfera, lo que impide que puedan entrar gases nocivos del exterior al tener una presión superior en el interior de la máscara.

Los ERA de los equipos de rescate y bomberos constan de máscara, pulmoautomático, botella de aire, regulador de presión, con manómetro y conducciones del aire, y la espaldera, que permite su transporte y su fijación a la espalda y la cintura del usuario. Las botellas suelen ser de medidas estándar: 6 litros para botellas de acero y 6,8 litros para botellas de compuestos ligeros, aunque existen otros tamaños.
Las botellas de aire están fabricadas en aluminio, acero o composite (normalmente fibra de carbono). Estas últimas son las más ligeras y son las más empleadas por los cuerpos de bomberos, pero, en cambio, son las que tienen una vida útil más corta de 15,20,25 años, aunque actualmente se están fabricando botellas de vida ilimitada . Estos recipientes deben pasar una prueba hidrostática cada 3 años respectivamente y una inspección Visual anual según normativa Española actual y en el resto de países suele realizarse cada 5 años la prueba hidrostática y no realizan la Inspección Visual anual aunque cada país tiene su normativa especifica de revisiones al respecto. En intervenciones prolongadas, existen equipos para su recarga basados en grandes depósitos denominados sistemas de recarga en cascada o compresores, que se llevan a la escena del siniestro.
La autonomía del equipo viene determinada por dos factores:
- La capacidad de la botella, que se calcula multiplicando la capacidad de la botella por la presión a la que se encuentra el aire. Por ejemplo, una botella de 6 litros de aire a 300 atmósferas de presión contiene 1.800 litros de aire.
- El consumo de aire del usuario, que dependerá de su condición física y del tipo de trabajo que realice.

Un aparato que pueden incorporar los ERA son unidades de control electrónico que permiten el control digital de la presión y realizan cálculos automáticos del tiempo restante de autonomía en función del consumo de aire, la temperatura y otros datos. También cuentan con un sistema de seguridad que alerta en caso de detectar falta de movimiento (como en caso de desvanecimiento), conocido como hombre muerto, PASS (siglas inglesas de Personal Alert Safety System) o ADSU (Automatic Distress Signal Unit), que permite localizar a un bombero accidentado gracias a la alarma sonora y destellos luminosos que emite al activarse.

## Máscara facial
La máscara de los equipos ERA está diseñada para su uso fuera del agua, en ocasiones de forma que sea incompatible con los equipos de buceo, y otros modelos permiten la inmersión a poca profundidad.
La máscara suele estar equipada con pantalla panorámica y válvulas de exhalación y fónica, que hace inteligibles las palabras del usuario cuando habla a través de la máscara.
La máscara también puede incorporar comunicadores de radio.

## Usos
Estos equipos se usan fundamentalmente en dos ámbitos: en las tareas de los equipos de bomberos y en usos industriales. Para los equipos de bomberos, el diseño hace énfasis en la resistencia de los componentes al calor y al fuego sobre el coste que supone el empleo de materiales con estas características y otras como la ligereza, fundamental para estas dotaciones que transportan gran cantidad de material. En los usos industriales podemos encontrar la minería, el sector petroquímico y otros, estando destinados a proteger a aquellos trabajadores que tengan que trabajar en atmósferas nocivas.
En Europa, los equipos deben cumplir los requisitos aplicables a los equipos de protección personal, así como la directiva EN 137:2007, que distingue entre dos clases de equipos: el tipo 1, para uso industrial, y el tipo 2, para extinción de incendios.